# Теракт в Минеральных Водах (2001)
Террористический акт в Минеральных Водах — взрыв рядом с Центральным рынком города Минеральные Воды, Ставропольский край, на повороте с улицы Карла Маркса на улицу Ставропольскую, произошедший 24 марта 2001 года в 10:04.
Взрывное устройство мощностью не менее 50 кг в тротиловом эквиваленте было заложено в легковом автомобиле ВАЗ-2103. В результате теракта  на месте взрыва погиб 21 человек, в больнице от полученных ранений скончалось 3 человека, около ста ранены.
В тот же день произошёл взрыв бомбы в автомобиле ВАЗ-2106 у здания местного ГИБДД в городе Ессентуки (Ставропольский край). В результате этого теракта были ранены 22 человека.
В тот же день при досмотре автомобиля ВАЗ-2106, следовавшего в Невинномысск, была обнаружена бомба мощностью 40 кг в тротиловом эквиваленте. Машина была отогнана в лес близ селения Адыге-Хабль (Карачаево-Черкесия). При попытке разминирования бомба взорвалась, погибли 2 эксперта-взрывотехника МВД. Террорист Арасул Хубиев, водитель машины, не пострадал. 12 июля 2002 года Ставропольский краевой суд приговорил Хубиева к пожизненному заключению.